# Lomariopsis sorbifolia
Lomariopsis sorbifolia är en ormbunkeart som först beskrevs av Carolus Linnaeus, och fick sitt nu gällande namn av Fée. Lomariopsis sorbifolia ingår i släktet Lomariopsis och familjen Lomariopsidaceae. Inga underarter finns listade.